# Чешихин, Евграф Васильевич
Евграф Васильевич Чешихин (6 декабря 1824, Оренбург — 2 марта 1888, Рига) — русский публицист, краевед, просветитель, многолетний редактор старейшего в Прибалтийском крае периодического издания на русском языке — «Рижского вестника».

## Начальный этап биографии
Е. В. Чешихин родился в семье аудитора в Оренбурге. Его отец был прикреплен к армейским частям, поэтому ему приходилось путешествовать по всей России, и с семьей он виделся довольно редко. Чешихин получил среднего образование в Двинской гимназии, которая пользовалась хорошей славой — её он закончил в 1843 году. Затем он поступил на философский факультет Московского университета, в частности, на второе отделение. Сразу же, с первых месяцев обучения будущий патриарх лифляндской журналистики окунулся в пучину беспощадных политико-философских диспутов между такими прославленными деятелями русской культуры, как Тимофей Николаевич Грановский, основоположник российской медиевистики, Виссарион Григорьевич Белинский, слово которого в критике значило очень многое, Александр Иванович Герцен и Николай Платонович Огарев, оба будущих диссидента-мигранта, которые тоже играли не последнюю роль в политической культуре России середины XIX века. В этой творческой дискуссионной атмосфере закалялся Евграф Чешихин. В это же время на трибунах университета постоянно сталкивались между собой в идеологическом единоборстве славянофилы и западники. Чешихин в студенческие годы начал симпатизировать славянофильскому мировоззрению — его горячим поклонником он впоследствии и остался. Более того, в качестве своих учителей в области исторической концепции славянофильства он называл известного представителя этого направления русской общественной мысли Алексея Хомякова, который вскоре яростно выступит в защиту культурно-возрожденческого течения младолатышей, а также Юрия Самарина, автора нашумевших, скандальных «Писем из Лифляндии», в которых тот выступил с сокрушительной критикой национальной монополии остзейских немцев в Лифляндии.

## Общественная деятельность в Прибалтийском крае
После окончания учёбы в университете Чешихину захотелось посвятить себя педагогическому направлению, однако он вынужден был уступить настояниям родителей и поступить на службу бухгалтером при инженерной бригаде в крепости Замостье, в которой он прослужил с 1848 года по 1862, когда последовал взлет по карьерной лестнице и Чешихин получил почетную, но ответственную должность делопроизводителя в Рижском окружном инженерном управлении. Так Чешихин оказывается в Риге, мультикультурном и бюрократизованном городе, своеобразной квинтэссенцией западного духа, где Чешихину предстояла малотворческая стезя пусть видного, но все-таки чиновника. Сразу после приезда Чешихин активно включается в общественную деятельность, которая напрямую касалась сфер жизни русского населения края. Уже 6 апреля 1865 года в городе открывается фондовый комитет, целью которого был сбор пожертвований для открытия женской гимназии. В состав этого комитета вошёл молодой назначенец Чешихин. Несмотря на то, что в городе к тому времени проживало в общей сложности чуть более 100000 человек, меценаты пожертвовали около 12000 рублей (государственный финансовый департамент выделил 27000), и чиновниками от образования был дан зелёный свет на строительство учебного заведения для девочек, в будущем известной Ломоносовской гимназии, которая славилась высоким уровнем среднего образования, а из её заметных учениц можно назвать Елену Нюренберг-Шиловскую-Булгакову. Позже, в 1873 году, во многом благодаря его усилиям в самом начале Суворовской улицы было открыто ещё одно среднее учебное заведение — мужская Рижская Александровская гимназия (здание построено первым латышским национальным архитектором Янисом Бауманисом), первым директором которой стал видный педагог и известный переводчик классический античных литературных текстов Григорий Янчевецкий, отец Василия Яна, известного писателя, работавшего с историческими темами и учившегося в том числе и в этой гимназии до перехода в ревельскую. Это заведение известно как первая средняя школа Прибалтики, в которой преподавание велось полностью на русском языке, а также впервые в истории русского образования факультативно преподавался латышский язык. Евграф Чешихин был членом Петропавловского православного общества, русского литературного кружка Лифляндии, основателем которого он сам являлся (равно как и библиотеки при этом кружке, о которой часто отзывались как о богатейшей лучшей русской библиотеке в прибалтийский губерниях). Он также способствовал возникновению первых русских культурных обществ, альянсов и клубов, хотя сам в своих философских статьях и заметках часто рассуждал на тему создания универсального в культурном плане общества, которое могло бы объединить людей разных национальностей на одной духовно-нравственной основе.

## Издание «Рижского вестника»
По времени период деятельности Чешихина в Лифляндии совпал со временем коренных реформ, подготовленных императором Александром Вторым, которые должны были быть направлены на свержение остзейского господства во всех сферах культурной и общественной жизни в прибалтийских провинциях империи. В то же время местное русское население продемонстрировало стремление к национальному сплочению в противовес тому же засилью немецких культурных центров и обществ. В определённый момент стало понятно, что русские нуждаются в периодическом издании, которое выходило бы на их языке и способствовало бы их культурно-политическому сплочению. Чешихин немедленно выказал поддержку устремлению к национальному единению и выступил за преодоление средневековых стереотипов в губернском устройстве. Таким образом, благодаря усилиям Евграфа Чешихина вышел первый номер «Рижского вестника», что было с искренней радостью воспринято русскими жителями губернии. однако нельзя утверждать, что Чешихин ратовал исключительно за объединение русских на националистической основе, с неприятием представителей других культур. Чешихин в своих публицистических сочинениях выдвинул концепцию мультикультурного единства на основе полноценного сплочения остзейцев, латышей и русских.

## Поддержка идей автономии прибалтийского края
Однако сразу же после того, как увидели свет первые номера первой русскоязычной газеты Прибалтики, на Чешихина начались как цензурные, так и «внецензурные» гонения. В первую очередь на молодого издателя ополчилось инженерное начальство, которое не могло принять совмещения литературно-издательской деятельности с бухгалтерской. Сам Чешихин вскоре начал испытывать материальные лишения, что не повлияло на выпуск газеты, из которой русскоязычное население края могло почерпнуть последние сведения о буднях и праздниках русской общины, о политических, культурных и научных сдвигах в жизни прибалтийских русских. В этой области периодическое издание, выходившее в том числе и на деньги местных меценатов, было неоценимым подспорьем во многих отношениях. Благодаря финансовой поддержке московского славянофильского кружка, горячо выступавшего в поддержку политически перспективного движения младолатышей (его руководителем был известный подвижник славянофильства Иван Аксаков, Чешихину в начале 70-х удалось сводить концы с концами. Газета, столкнувшаяся с угрозой закрытия по причине безденежья уже в 1871 году, продолжила своё существование. С каждым годом редакция в лице Чешихина все настойчивее поддерживало начинания царского правительства, особенно судебную, земскую, крестьянскую реформы, а также усиленно боролась за претворение в жизнь как гердеровского плана по культурно-историческому объединению губернских народов, так и реформы средневекового городского и губернского правления. Тем не менее Чешихин был ярым противником государственной политики краевого обрусения и полагал, что настоящая «русскость» не зависит от стремления к полномасштабному господству русскоязычного населения края во всех сферах общественной и культурной жизни. Для максимально эффективного выражения интересов русской общины Лифляндского края Чешихин избрал хитроумный способ привлечения внимания к проблемным моментам общественной жизни русских. Так как не всегда цензура одобряла публикаций статей, в которых чересчур «откровенно» выражались «русские интересы», использовал возможность ознакомить администраторов с народными «чаяниями» через петиции, методы составления которых были ему хорошо известны. Эти докладные бумаги обязательно подписывали наиболее авторитетными представителями русского населения, так что внимание к нерешенному вопросу было гарантировано практически во всех случаях. Одна из таких докладных была адресована Николаю Манасеину, который был назначен ревизором Прибалтийского края в 1882-83 годы. Эта сенаторская ревизия была инициирована министром государственного имущества Николаем Игнатьевым, который относился к государственным деятелям «старой закваски» и мог бы принять решение по исходам ревизии, которое бы более устроило представителей разных народов губерний. В юридически грамотно составленной петиции Чешихин и его соратники по «ремеслу» просили будущего министра юстиции персмотреть русификационную политику в отношении «автохтонов» губернских земель. Другая петиция, схожая по форме и духу, была отправлена Игнатьеву накануне проведения ревизии в 1881 году. Однако по итогам этой длительной проверки было принято решение сократить права автономии Лифляндской и Курляндской губерний.

## Публицистика в других печатных органах
Чешихин прославился не только как издатель «Рижского вестника», но и как ученый, историко-краеведческие труды которого получили широкую известность в России и в Европе. В частности, им было создано многотомное историко-этнографическое сочинение «Истории Ливонии с древнейших времен», которое появилось после 1884 года (в общей сложности увидело свет 7 выпусков), а также сборник статей на историческую тематику под общим названием «Сборник материалов и статей по истории Прибалтийского края», первый том которого появился в 1877 году. Что касается его публицистической деятельности в других органах печати в метрополии, то среди изданий, с которыми сотрудничал Евграф Чешихин, можно назвать «Русский архив», издававшийся при Чертковской библиотеке под фактическим руководством П. Бартенева, «Наблюдатель», а также петербургскую газету «Новое время», которую издавали Киркор, Юматов и Устрялов. Однако до самой смерти Чешихин оставался редактором своего детища; редакция газеты располагалась на улице Театра, 5 (территория современного Старого города в Риге), куда имел обыкновение захаживать русский писатель Иван Гончаров в дни своего отдыха на Рижском штранде, чтобы обсудить актуальные культурно-исторические вопросы, а также проблемы, связанные с издательской деятельностью. Параллельно его издательской деятельности развивалась его делопроизводительская карьера: в 1866 году Чешихин получил назначение на пост коллежского советника, а затем, в 1868 году занял должность инженерного чиновника; в 1873 году его переводят в Первый осадный инженерный парк. За два года до своей смерти, в 1886 году, Чешихин уволился с должности.

## Смерть
Чешихин умер 2 марта 1888 года в Риге от инсульта и был похоронен на Покровском кладбище. В 1890 году рижане установили на его могиле памятник с надписью «Блаженни алчущие и жаждущие правды, яко тии насытятся», выразив таким образом искреннюю благодарность защитникам интересов русской культуры в лифляндском крае.

## Память
В Даугавпилсе/Динабурге в 1999 году учреждена частная Краеведческая премия Им. Евграфа Васильевича Чешихина за дела краеведения города. Выдается денежная сумма и вручается лауреату ДипломЪ, № 1 вручен в 1999году, № 10 23 декабря 2017 года https://www.facebook.com/aleksandr.dmitriev.58/posts/1713929032004781?comment_id=1713933008671050&notif_id=1514055641824262&notif_t=feedback_reaction_generic

## О детях
Сыновья Чешихина пошли по стопам отца. Всеволод, в будущем переводчик с немецкого и авторитетный литературный критик, дружил с известными латышскими литераторами — реформатором латышского языка, приверженцем социал-демократического направления Райнисом и известным драматургом Рудольфом Блауманисом.
Василий Чешихин получил известность как публицист, журналист, издатель, сторонник либеральных идей. Именно он издал программную, знаковую брошюру «Освобождение крестьян и русские писатели» в 1913 году.
Дочь Чешихина — Александра Евграфовна (в замужестве Иванова), педагог, заведующая библиотекой в Харькове.

## Труды
- История Ливонии с древнейших времен. Том 1. — Печатано в типо-литографии А. И. Липинского, 1884. — 394 с. 
  - … Том 2. — Печатано в типо-литографии А. И. Липинского, 1885. — 462 с. 
  - … Том 3 / Е. В. Чешихин. — Печатано в типо-литографии А. И. Липинского, 1887. — 160 с.
- Краткая история Прибалтийского края. — Рига: типо-лит. А. И. Липинского, 1884. — 71 с.
  - … — 2-е изд., просмотр. и пополн., с биогр. сведениями о Е. В. Чешихине. — Рига: тип. Мюллера, 1894. — VI, 74 с.